# Établissement logistique du commissariat des armées de Marseille
L'Établissement logistique du commissariat des armées (ELOCA) de Marseille est un organisme militaire interarmées du service du commissariat des armées.
Il joue un rôle essentiel dans le stockage, la distribution et la maintenance des fournitures, équipements et matériels de campagne destinés aux bases de défense, aux opérations extérieures et aux territoires d'outre-mer, garantissant ainsi leur disponibilité opérationnelle.
Né de la fusion du groupement de soutien logistique du commissariat de l’armée de terre et du 4e groupement logistique du commissariat de l’armée de terre, l’ELOCA a été créé le 1er juillet 2011.
L'établissement logistique du commissariat des armées de Marseille est implanté, depuis sa création, au camp de Sainte-Marthe dans le 14e arrondissement, au nord de Marseille.

## Organisation
L'ELOCA de Marseille, placé sous l'autorité du Centre d'Analyse et de Contrôle Interne (CACI) à Rambouillet, est une plateforme logistique essentielle qui répond aux besoins en habillement, soutien et confort des militaires en opérations extérieures, ainsi qu'en matière d'entraînement et d'instruction. Sous la direction d'un commissaire en chef, l'établissement compte 125 personnels, dont 20 militaires et 105 civils (ouvrier d'État, fonctionnaire, agent sous contrat, apprenti et intérimaire).
Il est organisé en deux sections :
- La section de stockage, qui est responsable de la réception, du stockage et de l'expédition de vivres, d'effets d'habillement, de protection balistique et de matériels de campement pour les Groupements de Soutien des Bases de Défense, ainsi que pour les entités opérant sur les théâtres d'opérations extérieures et en outre-mer. Elle assure également des prêts de matériel pour les exercices nationaux et stocke les tissus utilisés par les entreprises contractantes pour la fabrication des effets d'habillement distribués ultérieurement, avec une capacité de stockage de 39 000 m².
- La section de maintenance, qui assure le stockage, la distribution, ainsi que la maintenance préventive et curative des matériels de campagne, garantissant ainsi leur disponibilité opérationnelle. Elle est également responsable de la gestion du Parc d'Alerte Immédiat (OPEX) et du Parc d'Alerte Différé (OPINT) pour répondre aux besoins opérationnels. De plus, la section de maintenance propose des formations ponctuelles sur l'utilisation des matériels de campagne, à la fois pour le personnel en projection et celui affecté aux contingents de l'opération Sentinelle.

## Missions
L'ELOCA est un établissement moderne chargé de la réception, du contrôle, du stockage et de la distribution des ressources du service du commissariat des armées dans les domaines de l'habillement (tenues de combat et équipements balistiques), des vivres (rations de combat et eau en bouteille) et des matériels de soutien à l'homme (laverie, cuisine, douche, etc.). Il approvisionne les GSBdD de la zone sud, y compris l'outre-mer, ainsi que les théâtres d'opération en tant qu'échelon de soutien de proximité. De plus, il assure la maintenance préventive et curative des matériels de soutien à l'homme destinés aux opérations extérieures grâce à des experts qualifiés. Depuis 2019, l'ELOCA est également chargé du contrôle des plaques balistiques des gilets pare-balles. Enfin, dans le cadre du contrat opérationnel, l'ELOCA déploie régulièrement son personnel militaire.